# Barbula rechingeri
Barbula rechingeri är en bladmossart som beskrevs av Brotherus 1913. Barbula rechingeri ingår i släktet neonmossor, och familjen Pottiaceae. Inga underarter finns listade i Catalogue of Life.